# Ярковское сельское поселение (Тюменская область)
Ярковское сельское поселение — муниципальное образование в Ярковском районе Тюменской области.
Административный центр — село Ярково (первое упоминание - 1633 г.). В 1919 году был образован Ярковский сельсовет, в 1924 году он входит в Иевлевский район, а в 1925 передается в Ярковский район и село Ярково становится районным центром. В 2006 году сельсовет реорганизован в Администрацию Ярковского сельского поселения. 
Население - 8003 человека, национальность: русские, татары, чуваши, коми и др.

## Состав поселения
В состав сельского поселения входят: 
- село Ярково
- посёлок Мостовой
- посёлок Светлоозёрский
- посёлок Молодёжный
- село Южаково